# البدرية
البدرية قرية سورية تتبع ناحية مركز أريحا في منطقة أريحا في محافظة إدلب. بلغ عدد سكانها 84 نسمة في عام 2004 حسب إحصاء المكتب المركزي للإحصاء.